# Subtribu
En biología, una subtribu es una categoría taxonómica que está por debajo del rango de tribu y por encima del género. El sufijo estándar para una subtribu es -ina (en animales) o -inae (en plantas).
El uso de este término data del siglo XIX. Un ejemplo de subtribu es Hyptidinae, un grupo de plantas con flores que contiene aproximadamente 400 especies aceptadas distribuidas en 19 géneros.